# Predimensionado
Se define por predimensionado o predimensionamiento al conjunto de técnicas que permiten calcular elementos de ingeniería de manera sintetizada. El objetivo de esta reducción es el de encontrar unas magnitudes orientativas en cuanto a dimensiones o características del elemento que puedan servir para afinar un proceso de diseño que, finalmente, habrá de ser ratificado por un cálculo exhaustivo según la disciplina.
Para la elaboración de dichos métodos se recurre a simplificaciones matemáticas de valores cuya variable representa porcentajes pequeños en el cómputo de las ecuaciones, a criterios estadísticos y a conclusiones empíricas.
El predimensionado es muy útil en el mundo de la proyección arquitectónica en la que las dimensiones de la estructura o características de los equipos de instalaciones son cruciales para el diseño. Es por tanto que en esta disciplina se recurre muy habitualmente al predimensionado estructural y al predimensionado de instalaciones y servicios.